# Fazenda Santa Mariana
A Fazenda Santa Mariana é uma fazenda histórica situada em Porto Ferreira, São Paulo, fundada em 1898.
Fundado inicialmente como uma tulha, o local se tornou um museu com peças e móveis do século XIX.
Atualmente na fazenda existe  um Centro Cultural  Histórico que apresenta um acervo de itens de sua história e de sua região e também permite o aluguel de seu espaço para casamentos.
Vale ressaltar que no início do século XX, foi construída uma capela em sua propriedade e em novembro de 2010 foi inaugurado o Centro Histórico na fazenda.
A fazenda conta ainda com um bosque de 2500m2.